# Bryophaenocladius setilobus
Bryophaenocladius setilobus är en tvåvingeart som först beskrevs av Marcuzzi 1949.  Bryophaenocladius setilobus ingår i släktet Bryophaenocladius och familjen fjädermyggor.
Artens utbredningsområde är Italien. Inga underarter finns listade i Catalogue of Life.